# Rau tân lê

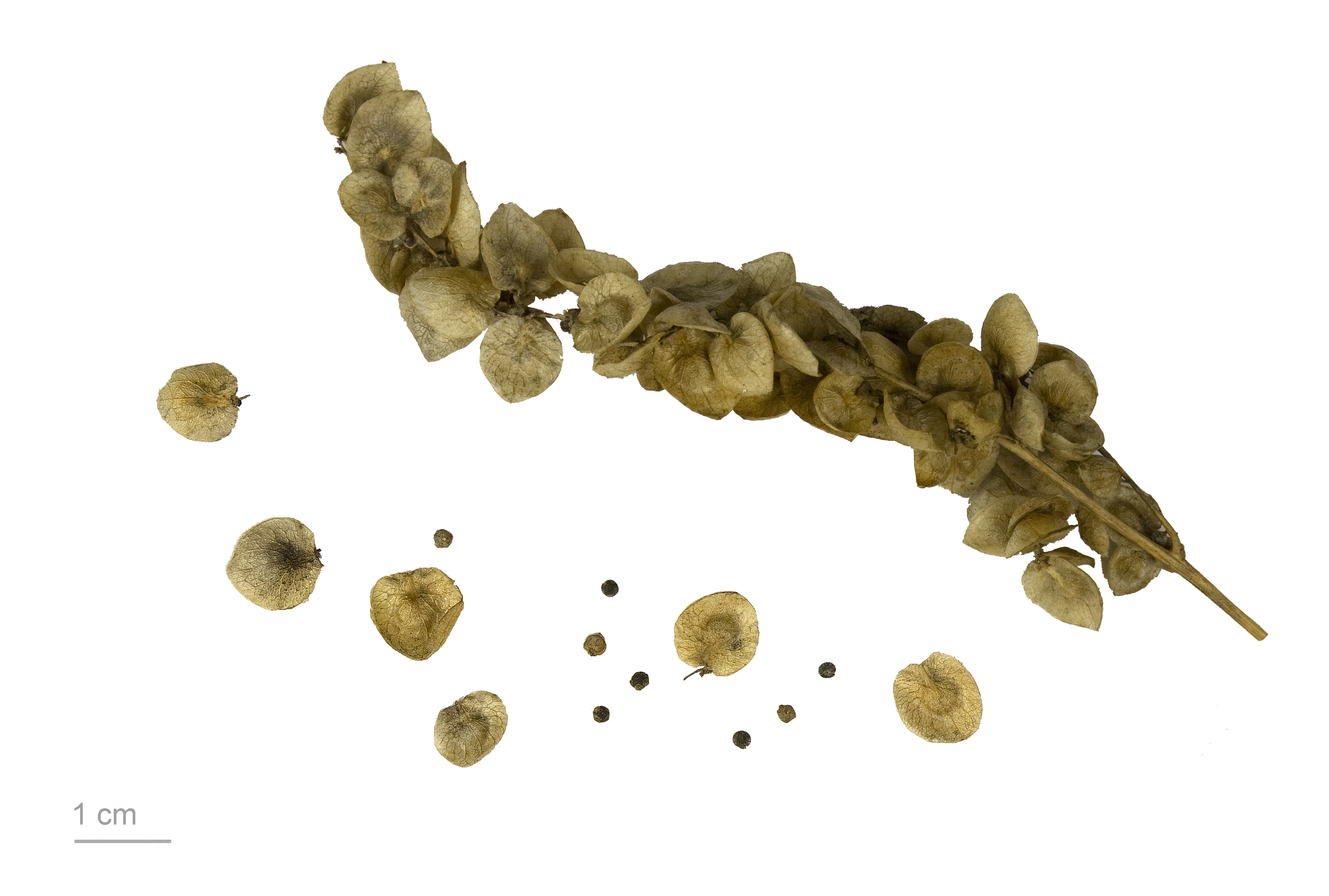
Atriplex hortensis

Rau tân lê (danh pháp khoa học: Atriplex hortensis) là loài thực vật có hoa thuộc họ Dền. Loài này được L. mô tả khoa học đầu tiên năm 1753.
Lá và ngọn non dùng nấu canh. Hạt cho vitamin A.